# Жалобная табличка к Эа-насиру

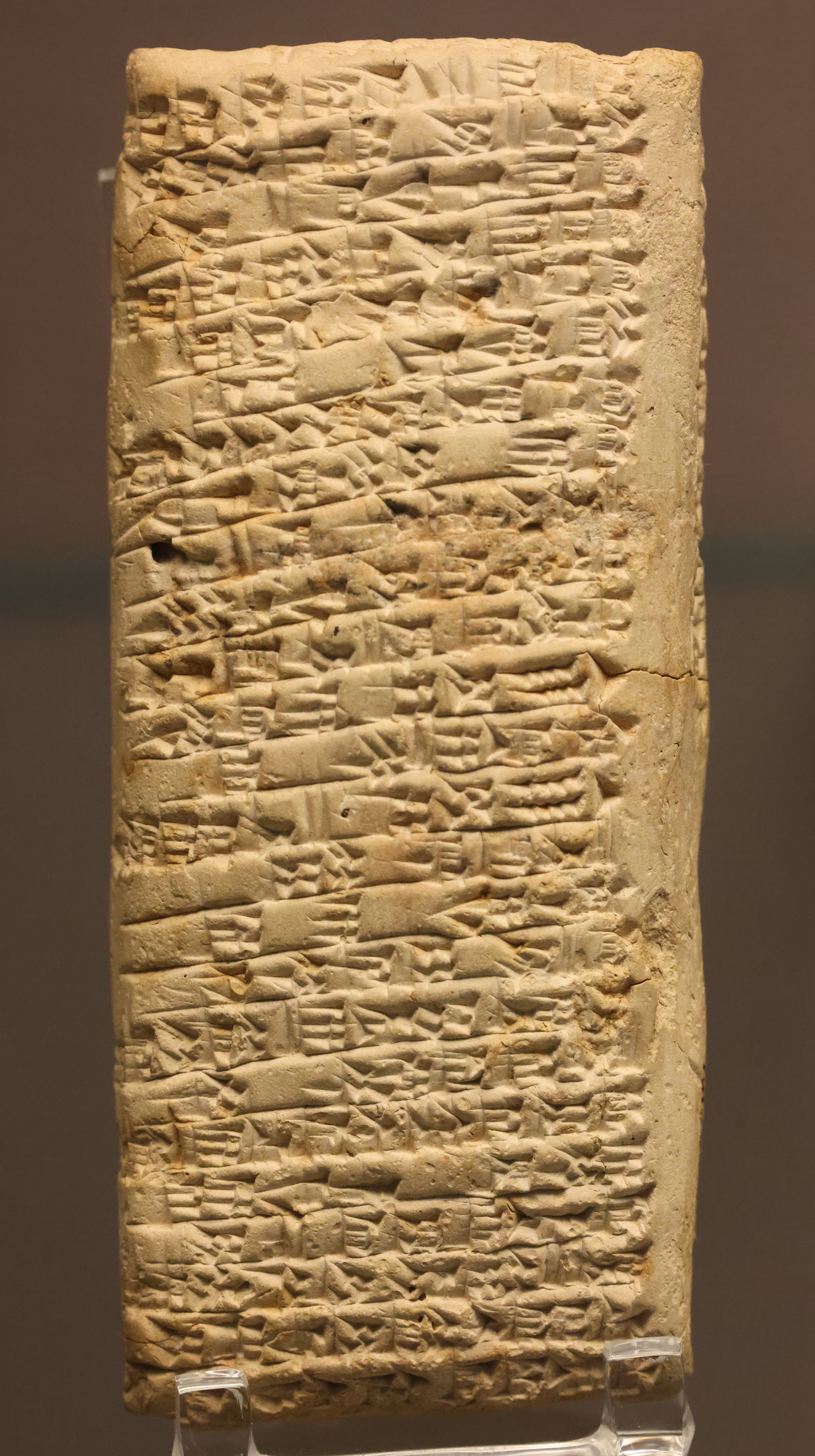
Табличка, выставленная в Британском музее.

Иллюстрация интерьера старого вавилонского дома, найденного в развалинах Ура, который, возможно, был резиденцией Эа-насира

Жалобная табличка к Эа-насиру (UET V 81) — глиняная табличка, присланная в древний Ур, написанная около 1750 года до нашей эры. Табличка содержит жалобу покупателя по имени Нанни к купцу по имени Эа-насир. Написанная аккадской клинописью, она считается самой древней из известных письменных жалоб. В настоящее время она хранится в Британском музее.
Эа-насир покупал медь в Дильмуне и продавал её в Месопотамии. Однажды он договорился продать Нанни медные слитки. Нанни послал своего слугу с деньгами для завершения сделки. Нанни счёл медь некачественной и не принял её.
В ответ Нанни написал клинописное письмо Эа-насиру. В письме содержится претензия к Эа-насиру по поводу поставки меди неправильной пробы и проблем с другой поставкой; Нанни также жаловался на грубое обращение с его слугой (который занимался сделкой). В письме он также указал, что на момент написания он не принял медь, но заплатил за неё деньги.
Клинописная табличка высотой 116 мм, шириной 50 мм, толщиной 26 мм, и слегка повреждена.
Табличку обнаружил и сохранил сэр Леонард Вулли, возглавлявший совместную экспедицию Пенсильванского университета и Британского музея с 1922 по 1934 год в древнем шумерском городе Ур.
В руинах, которые считаются жилищем Эа-насира, были найдены и другие таблички. Среди них письмо человека по имени Арбитурам, который жаловался, что до сих пор не получил свою медь, а в другом письме говорится, что писавший устал получать плохую медь.
В наше время Эа-насир, сохранивший таблички с жалобами на поставки некачественной меди, стал интернет-мемом. Когда в 2021 году агентство Bloomberg сообщило, что торговец в Турции продал окрашенные камни под видом меди на 36 миллионов долларов, интернет-пользователи сравнили его с Эа-насиром.